# Хісар (футбольний клуб)
Футбольний клуб «Хісар» або просто «Хісар» (узб. «Khisar» futbol klubi) — узбецький професіональний футбольний клуб з міста Шахрисабз Кашкадарської області.

## Історія
Футбольний клуб «Хісар» було засновано в 1979 році в місті Шахрисабз Кашкадарської області. Уже в свій дебютний сезон команда перемагає в Чемпіонаті та Кубку Узбецької РСР. У чемпіонатах СРСР кращим досягненням клубу було 8-ме місце, здобуте в 7-ій зоні Другої ліги Чемпіонату СРСР з футболу 1982 року. Після здобуття незалежності Узбекистану кращим досягненням «Хісару» стало 17-те місце в Першій лізі Узбекистану сезону 1995 року.

## Досягнення
- Чемпіонат Узбецької РСР з футболу
  -  Чемпіон (1): 1979

- Кубок Узбецької РСР з футболу
  -  Володар (1): 1979

- Перша ліга Чемпіонату Узбекистану:
  - 17-те місце (1): 1995

## Відомі гравці
- Талят Шейхаметов

## Відомі тренери
- Олександр Щелочков